# コーン諸島

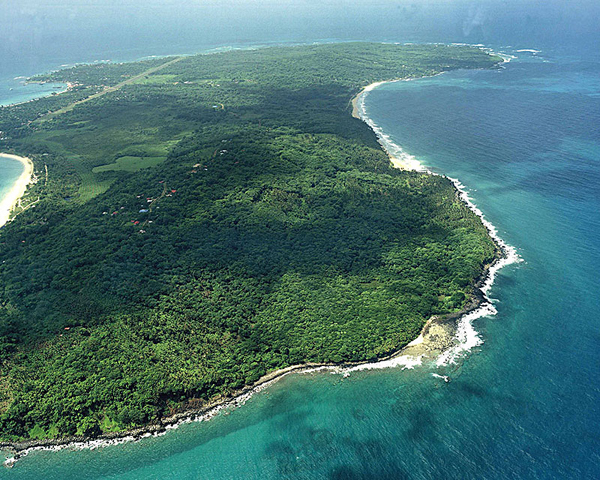
上空からのビッグ・コーン島

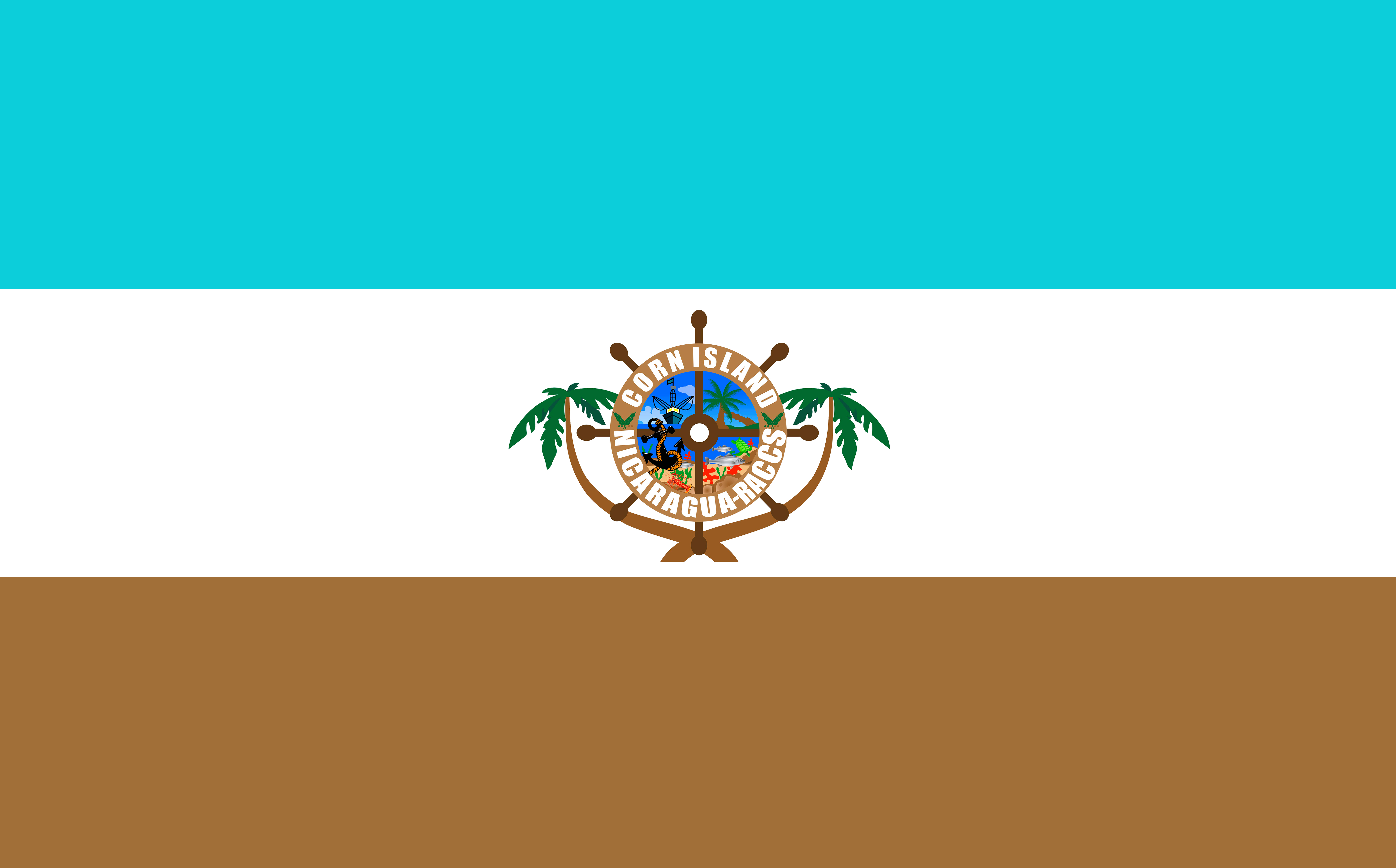
コーン諸島の旗

コーン諸島 (コーンしょとう、Corn Islands、スペイン語：ラス・イスラス・デル・マイス諸島、Las Islas del Maíz) はビッグ・コーン島（Big Corn Island、Isla del Maíz）とリトル・コーン島（Little Corn Island、Isla Pequeña del Maíz) からなる珊瑚礁で、カリブ海にあるニカラグアの島である。

## 歴史
1502年頃にクリストファー・コロンブスにより発見された。島にはインディオのククラ族がニカラグア西海岸のパールラグーンからコーン諸島に定住していたとされている。ククラ族は人食い人種だとも言われ、島に住み着いた海賊達から、コーン諸島は｢スケルトンアイランド｣とも呼ばれていたと言う。スペイン人が「マングラレス島（マングローブ島）」と呼び度々島に来て利用していたが、島の植民地化はせず、後に、イギリス、フランス、オランダの海賊やこれらのヨーロッパの海賊と貿易を結んでいたミスキート族が、安全な避難所および補給基地として島を利用し、島に定住していたククラ族は海賊やミスキート族に支配され奴隷にされる等して島から滅ぼされたとされている。
また1641年にポルトガルの奴隷船がニカラグア本土の海岸近くで沈没した時、この島に最初のアフリカからの連れて来られた奴隷がいたと報告されている。
1655年に島はイギリス保護領となり、海賊の巣だったが、最初の島の入植は1697年頃に、ジャマイカから来たイギリスのピューリタンが黒人奴隷を連れて島に住み着いた。徐々にイギリスの影響下に入ったとされる。彼らコーン諸島の入植者の一部は後に、ニカラグア東海岸地域（モスキート海岸）や英領ホンジュラス（現在のベリーズ）にも移住し定住している。
1841年に英領ホンジュラス（現ベリーズ）の監督官アレクサンダー・マクドナルド大佐が艦隊を率いてコーン諸島に上陸し、コーン諸島の黒人奴隷を自由にし解放した。これにより黒人奴隷が解放された事を記念し、祝賀会が開かれた。コーン諸島のイギリス人入植者達は、黒人奴隷との混血も進みコーン諸島独自のクレオール化もしていった。
1894年にニカラグア政府がコーン諸島の主権を宣言し、ホセ・サントス・セラヤ大統領はコーン諸島を強制的にニカラグア東部の一部の地域に編入させた。島のイギリス人トワスカ・ミスキート派の首席ウィリアム・ヘンリー・クラレンス牧師の息子、ロバート・ヘンリー・クラレンス牧師はニカラグア人に追放され、彼の支持者のイギリス人入植者200名グループと共にイギリス艦隊に救出された。コーン諸島はそれまで、イギリスの保護領として、コーン諸島はイギリスの統治下にあった。
海賊が頻繁に来る様になっていた。
1914年8月5日にアメリカ合衆国国務長官ウィリアム・ジェニングス・ブライアンはニカラグア駐米公使のエミリアーノ・チャモロ将軍とブライアン・チャモロ条約を結んだ。それにより、コーン諸島の99年間の租借権を獲得し、アメリカの領土となった。これは1912年から1933年までアメリカ海兵隊がニカラグアを占領しており、パナマ運河が決まる前のアメリカがニカラグアに建設する運河用地を購入する永久権利と、フォンセカ湾にアメリカ海軍基地を建設利用する、99年間の租借権の獲得である。コーン諸島も海軍基地として開発使用するためこれに含まれ、これらの譲歩の対価として、ニカラグアは300万ドルを受け取った。コーン諸島にアメリカ海軍の基地が建設された。また同じカリブ海にあるスワン諸島も1924年に軍事的影響力を守るため、コーン諸島と同様に1972年にホンジュラスに返還するまでアメリカが領有し、軍事基地として開発している。島はブライアン・チャモロ条約の条項に基づきアメリカ法の適用を受けるが、アメリカの黙認の元、ニカラグアのコーン諸島の主権は維持され、1940年にはニカラグアの大統領令によりコーン諸島はセラヤ地域の自治体に昇格された。租借地としてアメリカが島を維持していたが、同じ、海軍基地があり、租借地として領有しているパナマ運河地帯が安定していたため、アメリカは次第にコーン諸島の基地として不必要になり、アメリカ大統領リチャード・ニクソンは当時ニカラグアの親米政権のアナスタシオ・ソモサ・デバイレ大統領の下で1970年7月14日にブライアン・チャモロ条約を廃止するための、マナグア条約による協定が正式に決まり、アメリカ海軍の撤退と共に1971年4月25日にアメリカはコーン諸島を早々とニカラグアへ返還した。リトル・コーン島に灯台を建設する以外、島のアメリカ軍の介入も特になく、アメリカのコーン諸島の租借地としての領有は終了した。

## 概要
コーン諸島の「コーン」の名前の由来は、海賊達がスペイン語で「カルネ（Carne）」という肉の保管の由来と言われ、イギリス人はこの単語を「コーン」と発音して島の事をそう呼んでいたとされている。また19世紀頃にはマングローブ諸島からマングラレス諸島とも呼ばれていた。
面積はビッグ・コーン島が10km2、リトル・コーン島が2.9km2である。人口のほとんどは主島のビッグ・コーン島に集中しており、人口が約8,000人ほどで、リトル・コーン島の人口は約250人ほどである。
島の住民は黒人系が多く、それとインディオ、海賊の子孫の白人などの混血クリオーリョである。ニカラグアの公用語はスペイン語であるが、コーン諸島では19世紀のイギリス統治時代の名残りで英語及び英語が母体のパトワ語を幅広く話す。

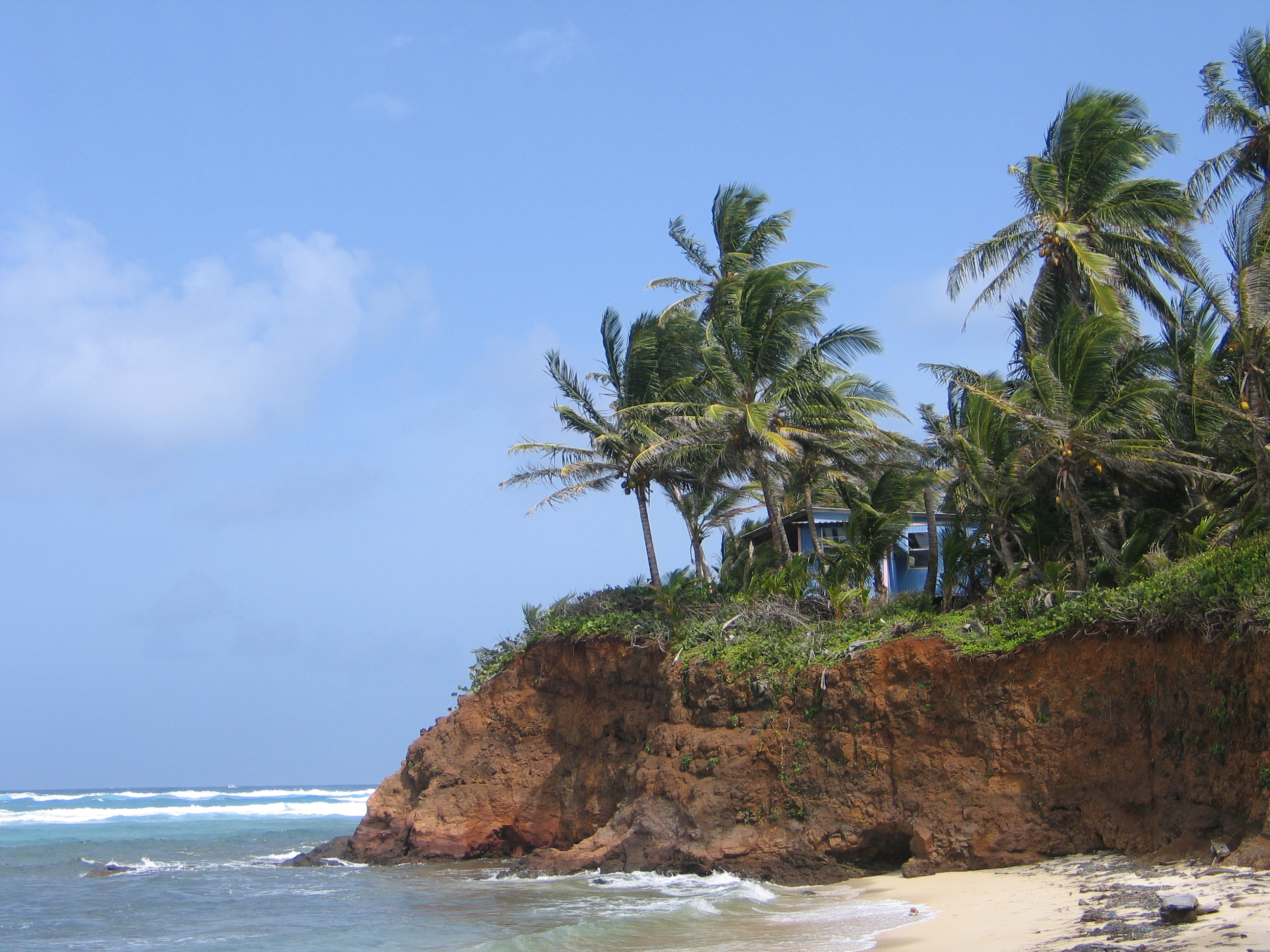
リトル・コーン島

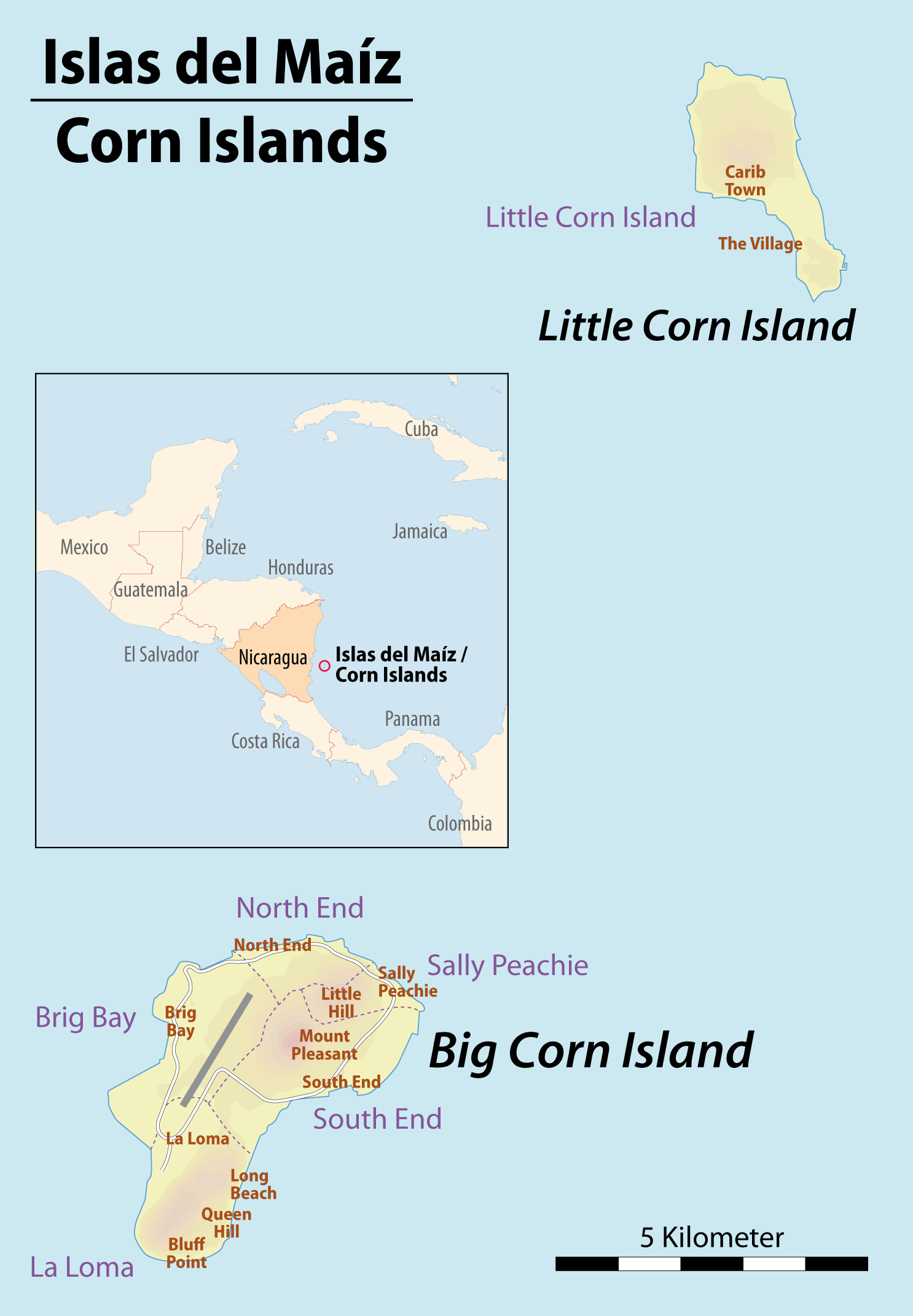

1988年にハリケーンによる被害で、ヤシの木が壊滅的打撃を受けるまでは、パーム油の生産が島の主産業だった。現在でもココヤシの生産をしているものの、ロブスターなどの漁業が盛んである。開発はまだ遅れているが、美しい珊瑚礁の海はニカラグアのカリブのリゾート地として注目されている。
ビッグ・コーン島に空港がある。